# مقنا (نيوم)
تعد مقنا أحدث المشاريع الرائدة التي يجري تطويرها في نيوم، وهي أحد المناطق الأساسية في المشروع بالإضافة إلى مدينة ذا لاين، وأوكساجون مدينة الصناعات المتقدمة والنظيفة في نيوم، ومشروع تروجينا للسياحة الجبلية، وجزيرة سندالة الفاخرة.
تقع مقنا بالقرب من البحر الأحمر، على طول 120كم من الساحل البِكر لخليج العقبة.وتتميز بموقعها القريب من مطار خليج نيوم. توفر مقنا لزوّارها مجموعة كبيرة من خيارات الإقامة بما في ذلك الفنادق والمنتجعات والوحدات السكنية الفاخرة.

## التأسيس
أعلن مجلس إدارة نيوم عن مشروع مقنا بتاريخ 5 يونيو 2024، منطقة نيوم الساحلية للسياحة الفاخرة على ساحل خليج العقبة، والذي يمثل إضافة نوعية إلى محفظة المشاريع السياحية الرائدة والمستدامة التي يجري تطويرها في نيوم. ويضم المشروع 12 وجهة رئيسية وهي:
- ليجا
- إبيكون
- سيرانا
- أوتامو
- نورلانا
- أكويلم
- زاردون
- زينور
- الانان
- قيدوري
- تريام
- جاومور[1]

ويُجسد مقنا بموقعه الفريد، وتنوعه البيئي، ونموذجه المبتكر، وجهةً عالميةً للسياحة الطبيعية، تدعم الاستراتيجية الوطنية للسياحة، وتسهم في تحقيق رؤية السعودية 2030، الرامية إلى دفع عجلة النمو والتنويع الاقتصادي، كما يعكس تقدم وتسارع أعمال البناء والتطوير في نيوم.